# Furukawa Yuji
Yuji Furukawa (sinh ngày 7 tháng 7 năm 1978) là một cầu thủ bóng đá người Nhật Bản.

## Sự nghiệp câu lạc bộ
Yuji Furukawa đã từng chơi cho Gamba Osaka.